# Пам'ятки історії Борівського району
У Борівському районі Харківської області на обліку перебуває 22 пам'ятки історії.
| № п/п | Охоронний номер пам'ятки | Місце знаходження, (адреса) пам'ятки        | Найменування пам'ятки | Автор, дослідник пам'ятки. Дата відкриття        | Матеріал, з якого виготовлений пам'ятник. Основні розміри                                                                 | Категорія охорони пам'ятки | Номер і дата рішення державних органів про взяття пам'ятки під охорону | Охоронна зона                                                  |
| ----- | ------------------------ | ------------------------------------------- | --- | ------------------------------------------------ | --- | -------------------------- | ---------------------------------------------------------------------- | -------------------------------------------------------------- |
| 1.    | 502                      | смт Борова Борівської сел/р                 | Братська могила радянських воїнів, партизанів і підпільників. Поховано 679 чол. 1941 р., 1942 р., 1943 р.                    | Харківська скульптурна фабрика 1952 р., 1975 р.  | Скульптура — 2,5 м, з/б. Постамент — 4,0 м, цемент                                                                        | Місцева                    | № 61 від 25.01.72 р.                                                   | 25 м (Наказ управління культури і туризму від 10.09.09. № 234) |
|       |                          |                                             | |                                                  | |                            |                                                                        |                                                                |
| 3.    | 519                      | смт Борова, сквер Комсомольської слави      | Пам'ятник Героям Радянського Союзу Колеснику В. С. і Шутьку Є. Й.                                                            | Скульптор Гольдрин Б., архіт. Клейн Г. 1979 р.   | Обеліск — 10,5 м. Пілони — 1,7 м, бетон                                                                                   | -<<-                       | -<<-                                                                   |                                                                |
| 4.    |                          | смт Борова, вул.. Гагаріна.                 | Пам'ятний знак воїнам-односельцям.                                                                                           | 2003 р.                                          | Мармур кришка, цегла, цемент. Ск. висота — 2,5 м, пост. вис. 1,5 м.                                                       | -<<-                       | Наказ УК ХОДА № 25 від 02.03.05 р.                                     |                                                                |
| 5.    | 503                      | с. Андріївка Ізюмської с/р                  | Братська могила радянських воїнів і партизанів. Поховано 267 чол. 1943 р.                                                    | Харківська скульптурна фабрика 1957 р.           | Скульптура — 2,5 м, з/б. Постамент — 4,0 м, цегла, цемент                                                                 | -<<-                       | № 61 від 25.01.72 р.                                                   | 25 м (Наказ управління культури і туризму від 10.09.09. № 234) |
| 6.    | 504                      | с. Богуславка Богуславської с/р             | Братська могила радянських воїнів. Поховано 35 чол. 1942 р., 1943 р.                                                         | Харківська скульптурна фабрика 1955 р.           | Скульптура — 2,5 м, з/б Постамент — 2,7 м, цегла, цемент                                                                  | -<<-                       | -<<-                                                                   | 25 м (Наказ управління культури і туризму від 10.09.09. № 234) |
| 7.    | 505                      | с. Вище Солоне Вищесолоненської с/р         | Братська могила радянських воїнів і партизанів. Поховано 6 воїнів і 2 партизани. 1943 р.                                     | Харківська скульптурна фабрика 1953 р.           | Скульптура — 2,5 м, з/б. Постамент — 4,0 м, цегла, цемент                                                                 | -<<-                       | -<<-                                                                   | 25 м (Наказ управління культури і туризму від 10.09.09. № 234) |
| 8.    | 506                      | с. Гороховатка Гороховатської с/р           | Братська могила радянських воїнів і пам'ятний знак воїнам-односельчанам. 1942 р., 1943 р., 1941—1945 рр.                     | Харківська скульптурна фабрика 1953 р., 1980 р.  | Скульптура — 3,5 м, з/б. Постамент — 4,0 м, цегла, цемент                                                                 | -<<-                       | -<<-                                                                   | 25 м (Наказ управління культури і туризму від 10.09.09. № 234) |
| 9.    | 518                      | с. Гороховатка Гороховатської с/р           | Могила Корчми М. С., першого голови ревкому. 1921 р.                                                                         | 1964 р.                                          | Обеліск — 3,75 м, з/б. Постамент 1,0 м, цегла, цемент                                                                     | -<<-                       | -<<-                                                                   |                                                                |
| 10.   | 507                      | с. Загризове Богуславської с/р              | Братська могила радянських воїнів. Поховано 27 воїнів. 1942 р., 1943 р.                                                      | Харківська скульптурна фабрика 1955 р.           | Скульптура — 2,5 м, з/б. Постамент — 4,0 м, цегла, цемент                                                                 | -<<-                       | -<<-                                                                   | 25 м (Наказ управління культури і туризму від 10.09.09. № 234) |
| 11.   | 508                      | с. Калинове Підвисочанської с/р             | Братська могила радянських воїнів. Поховано 11 воїнів. 1943 р.                                                               | Харківська скульптурна фабрика 1957 р.           | Скульптура — 2,5 м, з/б. Постамент — 3,5 м, цегла, цемент                                                                 | -<<-                       | -<<-                                                                   | 25 м (Наказ управління культури і туризму від 10.09.09. № 234) |
| 12.   | 509                      | с. Маліївка Піско-Радьківської с/р.         | Братська могила радянських воїнів. Поховано 146 воїнів. 1942 р., 1943 р.                                                     | Харківська скульптурна фабрика 1957 р., 1975 р.  | Скульптура — 3,0 м, мармурова кришка. Постамент — 1,5 м, з/б                                                              | Місцева                    | № 61 від 25.01.72 р.                                                   | 25 м (Наказ управління культури і туризму від 10.09.09. № 234) |
| 13.   | 510                      | с. Нижче Солоне, Вищесолоненської с/р       | Братська могила радянських воїнів і пам'ятний знак воїнам-односельчанам. Поховано 8 воїнів. 1943 р., 1941—1945 рр.           | Харківська скульптурна фабрика 1957 р., 1980 р.  | Скульптура — 3,0 м, з/б. Постамент — 2,5 м, цегла, цемент                                                                 | -<<-                       | -<<-                                                                   | 25 м (Наказ управління культури і туризму від 10.09.09. № 234) |
| 14.   | 511                      | с. Новоплатонівка Борівської сел/р          | Братська могила радянських воїнів. Поховано 55 воїнів. 1943 р.                                                               | Харківська скульптурна фабрика 1965 р.           | Скульптура — 2,5 м, з/б. Постамент — 3,0 м, цегла, цемент                                                                 | -<<-                       | -<<-                                                                   | 25 м (Наказ управління культури і туризму від 10.09.09. № 234) |
| 15.   | 512                      | с-ще Першотравневе Першотравневої с/р       | Братська могила радянських воїнів і пам'ятний знак воїнам-односельчанам. Поховано 12 воїнів. 1942 р., 1943 р., 1941—1945 рр. | Харківська скульптурна фабрика 1953 р., 1975 р.  | Скульптура — 2,5 м, з/б. Постамент — 4,0 м, цегла, цемент                                                                 | -<<-                       | -<<-                                                                   | 25 м (Наказ управління культури і туризму від 10.09.09. № 234) |
| 16.   | 513                      | с. Підвисоке Підвисочанської с/р            | Братська могила радянських воїнів і пам'ятний знак воїнам-односельчанам. Поховано 321 воїна. 1943 р., 1941—1945 рр.          | Харківська скульптурна фабрика 1957 р., 1975 р.  | Скульптура — 2,8 м, з/б. Постамент — 2,9 м, цегла, цемент. Стели — 2,5х8,0х0,4 м, з/б                                     | -<<-                       | -<<-                                                                   | 25 м (Наказ управління культури і туризму від 10.09.09. № 234) |
| 17.   | 2011                     | с. Підвисоке Підвисочанської с/р, кладовище | Могила Запорожченка Г. А. — Героя Радянського Союзу. 1979 р.                                                                 | 1979 р.                                          | Стела — мармурурова кришка.                                                                                               | -<<-                       | № 413 від 19.08.85 р.                                                  |                                                                |
| 18.   | 514                      | с. Підлиман Підлиманської с/р               | Братська могила радянських воїнів і пам'ятний знак воїнам-односельчанам. Поховано 66 воїнів. 1942 р., 1943 р., 1941—1945 рр. | Харківська скульптурна фабрика 1957 р., 1975 р.  | Скульптура — 2,5 м, з/б. Постамент — 4,0 м, цегла, цемент. Стела — 2,5х8,4х0,5 м, з/б                                     | -<<-                       | № 61 від 25.01.72 р.                                                   | 25 м (Наказ управління культури і туризму від 10.09.09. № 234) |
| 19.   | 501                      | с. Піски-Радьківські Піско-Радьківської с/р | Братська могила партизанів. Період громадянської війни. Поховано 16 чол. 1918 р.                                             | Харківська скульптурна фабрика 1978 р.           | Стела — 2,5х1,3х0,35 м, з/б                                                                                               | -<<-                       | -<<-                                                                   |                                                                |
| 20.   | 515                      | с. Піски-Радьківські Піско-Радьківської с/р | Братська могила радянських воїнів і пам'ятний знак воїнам-односельчанам. Поховано 453 чол. 1941 р., 1943 р., 1941—1945 рр.   | Харківська скульптурна фабрика 1955 р., 1975 р.  | Скульптура — 2,5 м, з/б. Постамент — 4,0 м, цегла, цемент. Стели. 12. 1,8х1,2х0,1 м. Постамент — 0,66 м, мармурова кришка | -<<-                       | -<<-                                                                   | 25 м (Наказ управління культури і туризму від 10.09.09. № 234) |
| 21.   | 516                      | с. Чернещина Чернещинської с/р              | Братська могила радянських воїнів. Поховано 21 воїна.1943 р.                                                                 | Харківська скульптурна фабрика 1952 р.           | Скульптура — 2,5 м, з/б. Постамент — 4,0 м, цегла, цемент                                                                 | -<<-                       | -<<-                                                                   | 25 м (Наказ управління культури і туризму від 10.09.09. № 234) |
| 22.   | 517                      | с. Шийківка Борівської сел/р                | Братська могила радянських воїнів і пам'ятний знак воїнам-односельчанам. Поховано 16 воїнів. 1943 р., 1941—1945 рр.          | Харківська скульптурна фабрика. 1955 р., 1975 р. | Скульптура — 2,5 м, з/б. Постамент 2,0 м, цегла, цемент. Стели. 7. −3,0х1,5х0,3 м, з/б                                    | -<<-                       | -<<-                                                                   | 25 м (Наказ управління культури і туризму від 10.09.09. № 234) |